# メンタライゼーションに基づく治療
メンタライゼーションに基づく治療 （メンタライゼーションにもとづくちりょう、英: Mentalization-based treatment MBT）とは、精神力動論、認知行動論、システム論、生態論などを基にした介入方法の要素を統合した心理療法の形態の一つである。ピーター・フォナギーと Anthony Bateman によって、境界性パーソナリティ障害 (BPD) を持つ人々を対象に発展し、手順が体系化されている。そうした個人はしばしば混乱した愛着形成によって苦しみ、健全なメンタライゼーションを発達させることができない。ピーター・フォナギーとAnthony Bateman による定義ではメンタライゼーションとは、人が黙示的あるいは明示的に、他者や自らの行動を志向的な心理状態に一貫したものであると解釈する心的過程である。治療の目的は、BPDを持つ個人がメンタライズできる能力（メンタライジング能力）を高めことによって情動統制を改善することである。それが自殺行動や自傷の危険性を減少させ、対人関係を強固なものにしてゆく。
近年、メンタライゼーションに基づく治療、つまりMBTにて定義されている「メンタライジングな姿勢」をBPDのみでなく、子ども (MBT-C)、家族 (MBT-F)、思春期 (MBT-A)、他問題若年者、AMBIT (Adaptive mentalization-based integrative treatment) ) に広げてゆく試みが、主としてアンナ・フロイト・センターを中心に展開されている。
この治療は、ジョン・カバット・ジンが開発したマインドフルネスストレス低減法（英: mindfulness-based stress reduction MBSR）とはなんら関係がなく、明確に区別されるべきである。

## 目標
MBTの主たる目標は 1) より良い行動の統制、2) 情動調整の増進、3) より親密で、十全な人間関係、4) 人生の目的に邁進する能力である。これらはメンタライジング能力の増進によって、クライアントの自己感が安定することや、情動や対人関係の安定が促進されることによって達成させると考えられている。

## 治療における標的
MBTの実践において際立っているのは、メンタライジング能力の洗練それ自体が治療の焦点となっていることである。治療の目的は洞察を深めることではなく、メンタライジング能力を回復させることである。治療では主に現在に焦点が当てられており、過去の出来事を持ち出すのは、その出来事が現在のクライエントに影響している場合でのみである。この療法の核となる他の要素には、興味という姿勢、専門家然とした役割というよりもパートナーであること、感情興奮をモニターし制御すること、注意が当たっている情動を同定することなどが挙げられる。従来の意味での転移という用語はMBTモデルには含まれていない。MBTが重視するのはクライエントー治療者の関係性であるが、それを過去現在の他者との関係に過度に一般化することはない。

## 治療の手順
MBTは集団療法のセッションと個人セッションを交互に行うことで、合計週に2回のセッションを提供している。セッション中、治療者はメンタライジング能力を刺激しまたそれを育むことをことに終始する。必要に応じて、情動を適切に抑制あるいは喚起するために独特の技法が用いられる。クライアントがメンタライズ不全である時に話しを中断することや、様々な視点を柔軟に取り入れることなどがそれにあたる。メンタライゼーションの活性化は、現在の愛着関係を入念に組み立てること、治療者に対するクライエントの信頼関係を育み調整すること、そして、治療グループのメンバーとの信頼関係が醸成されるようにセラピストが試みることなどが挙げられる。

## 変容をもたらす機制
治療者との安全な愛着関係が、クライエントが他者の心について安全に探求するための関係性の器を作り出す。FonagyとBatemanは近年、MBTや他の裏付けのある治療法は、認識的信用 (epistemic trust) をもたらす、直示手がかり（ostensive cues）を提供することによって機能していると提言している。治療場面においてクライエントがメンタライズ能力に焦点を当てることと共に、認識的信用 (epistemic trust) の高まりが、治療場面外つまり日々の社会生活においてよりオープンでいることによる変容を促進しているものと考えられる。

## 有効性
Fonagy、Batemanと同僚らは、境界性パーソナリティー障害（BPD）へのMBTの有効性を実証する大規模な効果研究を行っている。1999年に発表された初のランダム化比較試験では、部分入院構造でMBTが提供された。結果は、BPDに効果があるとされる他の治療法と比較して、臨床的に有意に有効なものであった。2003年に発表されたフォローアップ研究では、MBTが費用対効果でも優れていることが示された。さらに有力な結果がもたらされたのは18ヶ月調査においてであった。そこでは、参加者が外来MBT（介入群）と構造化されたマネジメント治療SCM（対象群）に無作為に振り分けられ比較された 。8年にわたる後追い研究の結果、MBTは対照群に比較し、効果が持続することが示された。同研究において、MBT群は少ない投薬必要性、少ない入院、長い就労持続性を示した。主にヨーロッパ諸国の研究者によって当該研究の再現性が確認された。研究者はBPDに止まらず、思春期のものに対するMBTの有効性や、集団精神療法のみでのMBTの有効性を示している。

## 関連人物
- 狩野力八郎
- 白波瀬丈一郎